# Mark Simon
Mark Simon – amerykański storyboardzista, animator i pisarz. Karierę filmową zaczynał w latach osiemdziesiątych. Zajmuje się reżyserią, produkcją filmów fabularnych i animowanych, nadzorowaniem efektów wizualnych, ale przede wszystkim tworzy storyboardy. Simon za swoje filmy zdobył kilkadziesiąt międzynarodowych nagród.
Współtworzy programy do tworzenia animacji, udziela wykładów i pisze artykuły dla Animation Magazine, Animation World Network oraz w Cinefex, Bizjournals i MovieMaker Magazine.
Jako autor napisał książki: Facial Expressions - A Visual Reference for Artists, The Thriving Artist, Producing Independent 2D Character Animation oraz Storyboard - ruch w sztuce filmowej.